# Kazys Gimžauskas
Kazys Gimžauskas (ur. 1909, zm. po 2001) – litewski zbrodniarz wojenny. W czasie II wojny światowej był w okręgu wileńskim zastępcą szefa litewskiej policji bezpieczeństwa Aleksandrasa Lileikisa, uczestniczył w akcji eksterminacji Żydów.
Po wojnie schronił się w USA, wydalony na Litwę odpowiadał za swoje zbrodnie dopiero w 2001 roku, unikając jednak kary ze względu na stan zdrowia; zmarł kilka tygodni po uznaniu go winnym.